# 隆宸翰
隆宸翰（1977年3月27日—），專長小提琴、拳擊。1996年與哥哥隆凱濱共組團體「A&C隆兄弟」進軍演藝圈，在達樂音樂發行音樂專輯《非常高興》。2008年參與電影《一席之地》演出並以該角色入圍台北電影節最佳新人獎。2011年開始參與舞台劇的演出。

## 家庭生活
2012年參演幾米音樂劇「地下鐵」與魏如萱搭檔演出進而交往，2018年登記結婚，同年11月兒子出生。2022年10月宣布離婚。

## 音樂作品

### A&C隆兄弟時期

#### 錄音室專輯
| 專輯 | 發行日期  | 專輯名稱     | 語言 | 曲目 |
| 1    | 1996年4月 | 《非常高興》 | 國語 | 1. 非常高興 2. 混血兒 3. 願每一個夜都平安 4. 拒絕的理由 5. 百分之百的女孩 6. 初戀三人行 7. 做我自已的夢和理想 8. DI DA DI DA 9. 小玩具 10. 春天的一個寧靜的日子(SOMEWHERE IN TIME) |

### 個人時期

#### 單曲
| 年份 | 歌手                                                     | 歌曲          | 備註                |
| ---- | -------------------------------------------------------- | ------------- | ------------------- |
| 2017 | 李國毅、BR、黃健瑋、王鏡冠、隆宸翰、許時豪、陽靚、賴澔哲 | Never Give Up | 《麻醉風暴2》片尾曲 |

## 演出作品

### 電視劇
| 年份   | 劇名                       | 角色               | 首播             |
| 2002年 | 《麻辣高校生》             | 楊謙               | 中視             |
| 2003年 | 《蔷薇之恋》               | 柯立文             | 台視             |
| 2004年 | 《爱情魔戒》               | 高傑生             | 華視             |
| 2006年 | 《驚異傳奇》第5單元-釣水鬼 | 同學A/旁白         | 衛視中文台       |
| 2007年 | 《我要變成硬柿子》         | 嚴力（補習班老師） | 華視             |
| 2007年 | 《公主小妹》               | 張成傑             | 中視             |
| 2008年 | 《假面天使》               | 歐治中             | 華視             |
| 2012年 | 《給愛麗絲的奇蹟》         | 李云               | 華視             |
| 2013年 | 《結婚好嗎？》             | 林正國             | 台視             |
| 2013年 | 《廉政英雄》               | 楊力學             | 民視             |
| 2013年 | 《刺蝟男孩》               | 陳佳明             | 公視主頻         |
| 2014年 | 《巷弄裡的那家書店》       | 小開（Daniel）     | 華視             |
| 2015年 | 《莫非，這就是愛情》       | 陳有為             | 三立都會台       |
| 2017年 | 《麻醉風暴2》              | 彭伯恩             | 公視             |
| 2018年 | 《前男友不是人〉           | Steve              | 台視             |
| 2019年 | 《噬罪者》                 | 宋克帆             | 公視             |
| 2020年 | 《因為我喜歡你》           | 方祥泰             | 台視、八大       |
| 2022年 | 《我願意》                 | 酒館老闆           | MOD、Hami Video  |
| 2022年 | 《仙女姐姐來我家》         | 李才俊             | 衛視中文台、中視 |
| 2023年 | 《最佳利益2－決戰利益》    | 陳明道             | 公視、八大戲劇台 |
| 2023年 | 《最佳利益3－最終利益》    | 陳明道             | 公視、八大戲劇台 |
| 2023年 | 《地獄里長》               | 張榮亮             | 公視、三立都會台 |
| 2024年 | 《愛愛內含光》             | Henry              | Netflix          |
| 2025年 | 《喝酒吧！笨蛋》           | Kevin              | MyVideo          |
| 2025年 | 《如果我不曾見過太陽》     |                    | Netflix          |

### 迷你劇集
| 年份   | 劇名                       | 角色   | 導演   |
| 2010年 | 《他們在畢業的前一天爆炸》 | Chris  | 鄭有傑 |
| 2013年 | 《含苞欲墜的每一天》       | 曲成民 | 王明台 |

### 電視電影
| 年份   | 劇名                   | 角色       | 導演   |
| 2010年 | 《一個夜晚》           | 殺Mark小弟 | 游智煒 |
| 2014年 | 《小胸維妮的幸福旅程》 |            | 朱家麟 |
| 2017年 | 《媽媽不見了》         | David      | 鄭文堂 |
| 2018年 | 《青苔》               | 李彥邦     | 蘇奕瑄 |
| 2021年 | 《月光下的回頭馬》     | 汪達明     | 薛朝輝 |

### 電影短片
| 年份   | 劇名           | 角色 | 導演   |
| 2019年 | 《癡情馬殺雞》 | 阿凱 | 游智涵 |

### 電影長片
| 年份   | 劇名                     | 角色          | 導演            |
| 2009年 | 《一席之地》             | 孫彥碩        | 樓一安          |
| 2011年 | 《1689號追蹤檔案》       | Allen         | 陳以文          |
| 2011年 | 《樂之路》               | 鼓手Jason     | 洪天祥          |
| 2014年 | 《相愛的七種設計》       | 男聲          | 陳宏一          |
| 2015年 | 《台北工廠Ⅱ-愛情肥皂劇》 |               | 卓立            |
| 2016年 | 《王牌御史之獵妖教室》   | 怪人          | 周德元 / 黄明升 |
| 2017年 | 《嫐》                   |               | 余為彥          |
| 2020年 | 《媽！我阿榮啦》         | 姜必得(Peter) | 謝光誠          |

### 音樂錄影帶
| 年份   | 歌名         | 歌手          | 導演   |
| 2016年 | 《寂寞更生》 | 郁可唯        | 黃中平 |
| 2019年 | 《彼個所在》 | 魏如萱        | 殷振豪 |
| 2020年 | 《交換餘生》 | 林俊傑        | 黄婕妤 |
| 2020年 | 《波板糖》   | Supper Moment | 邱柏昶 |

## 綜藝節目
- 2022年 TVBS歡樂台台視 來吧！營業中 客人

### 舞台劇
| 年份   | 劇團名                | 劇名                   |
| 2011年 | 《台南人劇團》        | RE/TURN                |
| 2011年 | 《國家劇院實習劇場》  | 據說有戰爭在遠方       |
| 2012年 | 《人力飛行劇團》      | 幾米音樂劇-地下鐵      |
| 2013年 | 《國家劇院實習劇場》  | 變奏巴哈               |
| 2014年 | 《台南人劇團》        | RE/TURN                |
| 2014年 | 《人力飛行劇團》      | china瓷淚              |
| 2015年 | 《人力飛行劇團 》     | 星光劇院               |
| 2015年 | 《新舞臺藝術節》      | 明年或者明天見         |
| 2016年 | 《我城劇場》          | 我記得                 |
| 2016年 | 《綠光劇團》          | Closer 情迷            |
| 2016年 | 《香港 進念二十面體》 | 我們的愛情喜劇是威士忌 |
| 2017年 | 《人力飛行劇團》      | 幾米音樂劇-地下鐵      |

## 獎項紀錄
| 年份 | 典禮名稱         | 獎項名稱   | 作品名稱     | 結果 |
| 2008 | 第10屆台北電影獎 | 最佳新演員 | 《一席之地》 | 提名 |

## 外部連結
- 隆宸翰的Instagram帳戶